# Canton de la Bièvre
Le canton de la Bièvre est une circonscription électorale française du département de l'Isère créée par le décret du 18 février 2014.

## Histoire
Un nouveau découpage territorial de l'Isère entre en vigueur à l'occasion des élections départementales de 2015. Il est défini par le décret du 18 février 2014, en application des lois du 17 mai 2013 (loi organique 2013-402 et loi 2013-403). Les conseillers départementaux sont, à compter de ces élections, élus au scrutin majoritaire binominal mixte. Les électeurs de chaque canton élisent au Conseil départemental, nouvelle appellation du Conseil général, deux membres de sexe différent, qui se présentent en binôme de candidats. Les conseillers départementaux sont élus pour 6 ans au scrutin binominal majoritaire à deux tours, l'accès au second tour nécessitant 12,5 % des inscrits au 1er tour. En outre la totalité des conseillers départementaux est renouvelée. Ce nouveau mode de scrutin nécessite un redécoupage des cantons dont le nombre est divisé par deux avec arrondi à l'unité impaire supérieure si ce nombre n'est pas entier impair, assorti de conditions de seuils minimaux. Dans l'Isère, le nombre de cantons passe ainsi de 58 à 29.
Le canton de la Bièvre est formé de communes des anciens cantons de La Côte-Saint-André (16 communes), de Roybon (11 communes), de Saint-Jean-de-Bournay (8 communes), de Saint-Étienne-de-Saint-Geoirs (12 communes) et de Tullins (1 commune). Avec ce redécoupage administratif, le territoire du canton s'est temporairement affranchi des limites d'arrondissements, avec 24 communes qui étaient incluses dans l'arrondissement de Vienne et 24 incluses dans l'arrondissement de Grenoble. Car, à la suite du redécoupage des arrondissements isérois de 2017, l'entièreté du canton de la Bièvre a été transféré à l'arrondissement de Vienne. Le bureau centralisateur est situé à La Côte-Saint-André.

## Représentation
| Période élective | Période élective | Mandat | Mandat   | Identité            | Nuance | Nuance | Qualité |
| ---------------- | ---------------- | ------ | -------- | ------------------- | ------ | ------ | --- |
| 2015             | 2021             | 2015   | 2021     | Jean-Pierre Barbier |        | LR     | Pharmacien Ancien député, ancien maire de Penol Ancien conseiller général du Canton de La Côte-Saint-André (2005-2015) Président du conseil départemental de l'Isère (depuis 2015) |
| 2015             | 2021             | 2015   | 2021     | Claire Debost       |        | LR     | Adjointe au maire de Sainte-Anne-sur-Gervonde |
| 2021             | 2028             | 2021   | en cours | Jean-Pierre Barbier |        | DVD    | Conseiller sortant, Président du conseil départemental |
| 2021             | 2028             | 2021   | en cours | Claire Debost       |        | LR     | Travailleur indépendant, conseillère sortante |

Jean-Pierre Barbier a quitté Les Républicains en juin 2024 .

### Résultats détaillés

#### Élections de mars 2015
À l'issue du 1er tour des élections départementales de 2015, deux binômes sont en ballottage : Jean-Pierre Barbier et Claire Debost (Union de la Droite, 40,31 %) et Florian Ferré et Paulette Roure (FN, 31,79 %). Le taux de participation est de 52,46 % (16 229 votants sur 30 934 inscrits) contre 49,24 % au niveau départemental et 50,17 % au niveau national.
Au second tour, Jean-Pierre Barbier et Claire Debost (Union de la Droite) sont élus avec 63,06 % des suffrages exprimés et un taux de participation de 51,83 % (8 864 voix pour 16 034 votants et 30 933 inscrits).
À la suite de cette élection, Jean-Pierre Barbier a pris la tête du conseil départemental de l'Isère le 2 avril 2015.

#### Élections de juin 2021
Le premier tour des élections départementales de 2021 est marqué par un très faible taux de participation (33,26 % au niveau national). Dans le canton de la Bièvre, ce taux de participation est de 35,33 % (11 503 votants sur 32 560 inscrits) contre 31,88 % au niveau départemental. À l'issue de ce premier tour, deux binômes sont en ballottage : Jean-Pierre Barbier et Claire Debost (LR, 63,34 %) et Julie Magnea et Rémi Saintemarie (Union à gauche avec des écologistes, 20,08 %).
Le second tour des élections est marqué une nouvelle fois par une abstention massive équivalente au premier tour. Les taux de participation sont de 34,36 % au niveau national, 32,23 % dans le département et 34,68 % dans le canton de la Bièvre. Jean-Pierre Barbier et Claire Debost (LR) sont élus avec 76,35 % des suffrages exprimés (8 218 voix pour 11 293 votants et 32 563 inscrits),,.

## Composition
Lors du redécoupage de 2014, le canton de la Bièvre comprenait quarante-huit communes entières.
À la suite de la fusion, au 1er janvier 2019, d'Arzay, de Commelle, de Nantoin et de Semons pour former la commune de Porte des Bonnevaux et d'Arzay, de Commelle, de Balbins et d'Ornacieux pour former la commune d'Ornacieux-Balbins, le nombre de communes descend à 44.
| Nom                                         | Code Insee | Intercommunalité                 | Superficie (km2) | Population (dernière pop. légale) | Densité (hab./km2) | Modifier                                    |
| ------------------------------------------- | ---------- | -------------------------------- | ---------------- | --------------------------------- | ------------------ | ------------------------------------------- |
| La Côte-Saint-André (bureau centralisateur) | 38130      | CC Bièvre Isère                  | 27,93            | 4 793 (2022)                      | 172                | modifier les données · modifier les données |
| Beaufort                                    | 38032      | CC Bièvre Isère                  | 8,69             | 576 (2022)                        | 66                 | modifier les données · modifier les données |
| Beauvoir-de-Marc                            | 38035      | CC Bièvre Isère                  | 11,27            | 1 103 (2022)                      | 98                 | modifier les données · modifier les données |
| Bossieu                                     | 38049      | CC Bièvre Isère                  | 13,48            | 327 (2022)                        | 24                 | modifier les données · modifier les données |
| Bressieux                                   | 38056      | CC Bièvre Isère                  | 0,89             | 91 (2022)                         | 102                | modifier les données · modifier les données |
| Brézins                                     | 38058      | CC Bièvre Isère                  | 8,26             | 2 282 (2022)                      | 276                | modifier les données · modifier les données |
| Brion                                       | 38060      | CC Bièvre Isère                  | 3,94             | 142 (2022)                        | 36                 | modifier les données · modifier les données |
| Champier                                    | 38069      | CC Bièvre Isère                  | 14,43            | 1 583 (2022)                      | 110                | modifier les données · modifier les données |
| Châtenay                                    | 38093      | CC Bièvre Isère                  | 4,62             | 432 (2022)                        | 94                 | modifier les données · modifier les données |
| Châtonnay                                   | 38094      | CC Bièvre Isère                  | 31,84            | 1 958 (2022)                      | 61                 | modifier les données · modifier les données |
| Faramans                                    | 38161      | CC Bièvre Isère                  | 10,79            | 1 148 (2022)                      | 106                | modifier les données · modifier les données |
| La Forteresse                               | 38171      | CC Bièvre Isère                  | 9,22             | 337 (2022)                        | 37                 | modifier les données · modifier les données |
| La Frette                                   | 38174      | CC Bièvre Isère                  | 11,80            | 1 092 (2022)                      | 93                 | modifier les données · modifier les données |
| Gillonnay                                   | 38180      | CC Bièvre Isère                  | 14,29            | 1 020 (2022)                      | 71                 | modifier les données · modifier les données |
| Lentiol                                     | 38209      | CC Bièvre Isère                  | 7,60             | 247 (2022)                        | 33                 | modifier les données · modifier les données |
| Lieudieu                                    | 38211      | CC Bièvre Isère                  | 5,94             | 347 (2022)                        | 58                 | modifier les données · modifier les données |
| Marcilloles                                 | 38218      | CC Bièvre Isère                  | 9,50             | 1 186 (2022)                      | 125                | modifier les données · modifier les données |
| Marcollin                                   | 38219      | CC Bièvre Isère                  | 10,69            | 613 (2022)                        | 57                 | modifier les données · modifier les données |
| Marnans                                     | 38221      | CC Bièvre Isère                  | 6,60             | 132 (2022)                        | 20                 | modifier les données · modifier les données |
| Meyssiez                                    | 38232      | CA Vienne Condrieu Agglomération | 13,88            | 665 (2022)                        | 48                 | modifier les données · modifier les données |
| Montfalcon                                  | 38255      | CC Bièvre Isère                  | 5,82             | 131 (2022)                        | 23                 | modifier les données · modifier les données |
| Mottier                                     | 38267      | CC Bièvre Isère                  | 10,72            | 843 (2022)                        | 79                 | modifier les données · modifier les données |
| Ornacieux-Balbins                           | 38284      | CC Bièvre Isère                  | 12,15            | 878 (2022)                        | 72                 | modifier les données · modifier les données |
| Pajay                                       | 38291      | CC Bièvre Isère                  | 14,32            | 1 052 (2022)                      | 73                 | modifier les données · modifier les données |
| Penol                                       | 38300      | CC Bièvre Isère                  | 12,16            | 377 (2022)                        | 31                 | modifier les données · modifier les données |
| Plan                                        | 38308      | CC Bièvre Isère                  | 6,10             | 296 (2022)                        | 49                 | modifier les données · modifier les données |
| Porte-des-Bonnevaux                         | 38479      | CC Bièvre Isère                  | 43,88            | 2 085 (2022)                      | 48                 | modifier les données · modifier les données |
| Royas                                       | 38346      | CC Bièvre Isère                  | 5,48             | 410 (2022)                        | 75                 | modifier les données · modifier les données |
| Roybon                                      | 38347      | CC Bièvre Isère                  | 67,31            | 1 103 (2022)                      | 16                 | modifier les données · modifier les données |
| Saint-Clair-sur-Galaure                     | 38379      | CC Bièvre Isère                  | 15,30            | 261 (2022)                        | 17                 | modifier les données · modifier les données |
| Saint-Étienne-de-Saint-Geoirs               | 38384      | CC Bièvre Isère                  | 18,62            | 3 352 (2022)                      | 180                | modifier les données · modifier les données |
| Saint-Geoirs                                | 38387      | CC Bièvre Isère                  | 6,93             | 487 (2022)                        | 70                 | modifier les données · modifier les données |
| Saint-Hilaire-de-la-Côte                    | 38393      | CC Bièvre Isère                  | 13,75            | 1 598 (2022)                      | 116                | modifier les données · modifier les données |
| Saint-Michel-de-Saint-Geoirs                | 38427      | CC Bièvre Isère                  | 7,14             | 290 (2022)                        | 41                 | modifier les données · modifier les données |
| Saint-Paul-d'Izeaux                         | 38437      | CC Bièvre Isère                  | 7,63             | 303 (2022)                        | 40                 | modifier les données · modifier les données |
| Saint-Pierre-de-Bressieux                   | 38440      | CC Bièvre Isère                  | 23,08            | 778 (2022)                        | 34                 | modifier les données · modifier les données |
| Saint-Siméon-de-Bressieux                   | 38457      | CC Bièvre Isère                  | 18,79            | 3 107 (2022)                      | 165                | modifier les données · modifier les données |
| Sainte-Anne-sur-Gervonde                    | 38358      | CC Bièvre Isère                  | 7,67             | 757 (2022)                        | 99                 | modifier les données · modifier les données |
| Sardieu                                     | 38473      | CC Bièvre Isère                  | 11,20            | 1 184 (2022)                      | 106                | modifier les données · modifier les données |
| Savas-Mépin                                 | 38476      | CC Bièvre Isère                  | 10,43            | 879 (2022)                        | 84                 | modifier les données · modifier les données |
| Sillans                                     | 38490      | CC Bièvre Isère                  | 12,61            | 1 923 (2022)                      | 152                | modifier les données · modifier les données |
| Thodure                                     | 38505      | CC Bièvre Isère                  | 14,47            | 789 (2022)                        | 55                 | modifier les données · modifier les données |
| Villeneuve-de-Marc                          | 38555      | CC Bièvre Isère                  | 26,18            | 1 162 (2022)                      | 44                 | modifier les données · modifier les données |
| Viriville                                   | 38561      | CC Bièvre Isère                  | 30,42            | 1 704 (2022)                      | 56                 | modifier les données · modifier les données |
| Canton de la Bièvre                         | 3801       |                                  | 627,82           | 45 823 (2022)                     | 73                 | modifier les données                        |

## Démographie
En 2022, le canton comptait 45 823 habitants, en évolution de +3,12 % par rapport à 2016 (Isère : +3,07 %, France hors Mayotte : +2,11 %).
| 2013   | 2018   | 2022   |
| ------ | ------ | ------ |
| 43 472 | 44 786 | 45 823 |